# Championnat de Bulgarie de football 1988-1989
Navigation
Saison précédente Saison suivante
La saison 1988-1989 du Championnat de Bulgarie de football était la 65e édition du championnat de première division en Bulgarie. Les seize meilleurs clubs du pays se retrouvent au sein d'une poule unique, la Vissha Professionnal Football League, où ils s'affrontent deux fois, à domicile et à l'extérieur. À la fin de la saison, les deux derniers du classement sont relégués et remplacés par les deux meilleurs clubs de deuxième division.
Cette saison, c'est le CFKA Sredets Sofia qui remporte le championnat en terminant en tête du classement, avec 10 points d'avance sur le tenant du titre, le Vitosha Sofia et 15 sur le club d'Etar Veliko Tarnovo. C'est le 25e titre de champion de Bulgarie de football de l'histoire du CFKA, qui réussit le doublé après sa victoire en finale de la Coupe de Bulgarie face à un club de deuxième division, le Chernomorets Burgas.

## Les 16 clubs participants
| - Vitosha Sofia - CFKA Sredets Sofia - Etar Veliko Tarnovo - FK Spartak Varna - Tcherno More Varna - Promu de D2 - PFC Slavia Sofia - Lokomotiv Plovdiv - Lokomotiv Sofia | - Pirin Blagoevgrad - Dunav Ruse - Promu de D2 - PFK Minyor Pernik - Trakia Plovdiv - OFK Botev Vratsa - FC Lokomotiv Gorna Oryahovitsa - Beroe Stara Zagora - PFC Sliven |

## Compétition

### Classement
Le barème utilisé pour établir le classement est donc le suivant :
- Victoire : 2 points
- Match nul : 1 point
- Défaite : 0 point

| Rang | Équipe                         | Pts | J  | G  | N  | P  | Bp | Bc | Diff |
| ---- | ------------------------------ | --- | -- | -- | -- | -- | -- | -- | ---- |
| 1    | CFKA Sredets Sofia             | 49  | 30 | 20 | 9  | 1  | 86 | 24 | +62  |
| 2    | Vitosha Sofia                  | 39  | 30 | 17 | 5  | 8  | 63 | 38 | +25  |
| 3    | Etar Veliko Tarnovo            | 34  | 30 | 13 | 8  | 9  | 48 | 30 | +18  |
| 4    | Trakia Plovdiv                 | 33  | 30 | 12 | 9  | 9  | 49 | 36 | +13  |
| 5    | Beroe Stara Zagora             | 33  | 30 | 13 | 7  | 10 | 41 | 46 | -5   |
| 6    | Dunav Ruse                     | 31  | 30 | 12 | 7  | 11 | 29 | 32 | -3   |
| 7    | Cherno More Varna              | 30  | 30 | 10 | 10 | 10 | 33 | 43 | -10  |
| 8    | Lokomotiv Sofia                | 28  | 30 | 12 | 4  | 14 | 36 | 34 | +2   |
| 9    | Pirin Blagoevgrad              | 27  | 30 | 12 | 3  | 15 | 34 | 33 | +1   |
| 10   | PFC Sliven                     | 27  | 30 | 11 | 5  | 14 | 38 | 39 | -1   |
| 11   | PFC Slavia Sofia               | 26  | 30 | 8  | 10 | 12 | 32 | 36 | -4   |
| 12   | FC Lokomotiv Gorna Oryahovitsa | 26  | 30 | 11 | 4  | 15 | 26 | 45 | -19  |
| 13   | Botev Vratsa                   | 26  | 30 | 9  | 8  | 13 | 32 | 53 | -21  |
| 14   | Lokomotiv Plovdiv              | 26  | 30 | 10 | 6  | 14 | 31 | 55 | -24  |
| 15   | FK Spartak Varna               | 23  | 30 | 7  | 9  | 14 | 37 | 54 | -17  |
| 16   | PFC Minyor Pernik              | 22  | 30 | 8  | 6  | 16 | 27 | 44 | -17  |

|  | Qualification pour la Coupe des clubs champions 1989-1990                                |
|  | Qualification pour la Coupe UEFA 1989-1990                                               |
|  | Qualification pour la Coupe Intertoto 1989                                               |
|  | Relégation en deuxième division                                                          |
|  | T : Tenant du titre C : Vainqueur de la Coupe de Bulgarie P : Promu de deuxième division |

## Bilan de la saison
| Championnat de Bulgarie de football 1988-1989 |                                |
| Champion                                      | CFKA Sredets Sofia (25e titre) |
| Coupes et trophées                            |                                |
| Vainqueur de la Coupe de Bulgarie 1988-1989   | CFKA Sredets Sofia             |
| Qualifications continentales                  |                                |
| Coupe des clubs champions 1989-1990           | CFKA Sredets Sofia             |
| Coupe des Coupes 1989-1990                    | Chernomorets Burgas (B PFL)    |
| Coupe UEFA 1989-1990                          | Vitosha Sofia                  |
| Coupe Intertoto 1989                          | Etar Veliko Tarnovo            |
| Coupe Intertoto 1989                          | FK Spartak Varna               |
| Promotions et relégations                     |                                |
| Promus en Vissha PFL                          | Chernomorets Burgas            |
| Promus en Vissha PFL                          | PFC Hebar Pazardzhik           |
| Relégués en B PFL                             | PFC Minyor Pernik              |
| Relégués en B PFL                             | FK Spartak Varna               |